# Solanum alternatopinnatum
Solanum alternatopinnatum är en potatisväxtart som beskrevs av Ernst Gottlieb von Steudel. Solanum alternatopinnatum ingår i släktet skattor som ingår i familjen potatisväxter. Inga underarter finns listade i Catalogue of Life.